# EU-upplysningen
Le EU-upplysningen, en français centre d'information sur l'UE,  dépend du parlement suédois (le Riksdag) et fournit des informations impartiales sur l'Union européenne (UE), sur l'adhésion du pays à l'UE et sur le travail au sein du Parlement.
L’EU-upplysningen dispose d'un site internet et peut répondre aux questions posées par courrier, courriel et téléphone. Il y a également des cours pour les enseignants, les bibliothécaires et les autres personnes qui travaillent dans l'éducation ou l'information sur les questions européennes.
Le centre a de nombreuses publications, dont EU på 10 minuter (L'Europe en 10 minutes). L'ensemble de ces publications peuvent être commandées depuis le site internet, par téléphone, par fax voire par courrier.

## Sources
- (sv) Cet article est partiellement ou en totalité issu de l’article de Wikipédia en suédois intitulé « EU-upplysningen » (voir la liste des auteurs).

## Compléments